# Gaschurn
Gaschurn é um município da Áustria, situado no distrito de Bludenz, na estado de Vorarlberg. Tem 175,28 km² de área e sua população em 2019 foi estimada em 1.452 habitantes.